# 歐洲咖啡館
歐洲咖啡館（Café Europe）是歐洲聯盟輪任主席國奧地利發起的文化活動，在歐洲日（2006年5月9日）分別於25個歐盟成員國，及兩個將於2007年加入歐盟的國家保加利亞及羅馬尼亞首都，共27家咖啡室舉行，邀請各國市民就歐洲一體化的進程發表意見。

## 歐洲甜食
歐洲咖啡館包括一個名為歐洲甜食（Sweet Europe）的活動，由每個參與的歐洲國家各選出一種具代表性的甜食，讓參與者品嘗。
| 奥地利     | 奶油圓蛋糕（Gugelhupf）          |
| 比利时     | 窩夫餅（Waffles）                |
| 保加利亚   | Sweet rice（мляко с ориз）       |
| 賽普勒斯   | 果仁蜜餅（μπακλαβάς）            |
| 捷克       | 哥拉奇（Kolach）                 |
| 丹麦       | Wienerbrød                       |
| 爱沙尼亚   | Kaerahelbeküpsised               |
| 芬兰       | Laskiaispulla                    |
| 法國       | 玛德莲蛋糕（Madeleines）         |
| 德国       | 脆皮奶酥蛋糕（Streuselkuchen）   |
| 希腊       | Vasilopita（Βασιλόπιτα）         |
| 匈牙利     | 多層蛋糕 (Dobos Torta）          |
| 爱尔兰     | 司康餅（Scones）                 |
| 義大利     | 提拉米蘇（Tiramisù）             |
| 拉脫維亞   | Rupjmaizes kartojums             |
| 立陶宛     | 樹蛋糕（Šakotis）                |
| 盧森堡     | 蘋果批（Apfeltorte）             |
| 馬爾他     | Imqaret                          |
| 荷蘭       | Tompoezen                        |
| 波蘭       | Mazurek kajmakowy                |
| 葡萄牙     | 葡萄牙式奶油撻（Pastel de nata） |
| 羅馬尼亞   | 科佐納茨（Cozonac）              |
| 斯洛伐克   | Orechovy Zavin                   |
| 斯洛維尼亞 | Prekmurska gibanica              |
| 西班牙     | Tarte de Santiago                |
| 瑞典       | 肉桂捲（Kanelbulle）             |
| 英国       | 奶油酥餅（Shortbread）           |

## 外部連結
- 歐洲咖啡館官方網站